# Ортис, Кевин (футболист)
Кевин Даниэль Ортис (исп. Kevin Daniel Ortíz; род. 18 сентября 2000, Рольдан, Санта-Фе) — аргентинский футболист, полузащитник клуба «Росарио Сентраль». 

## Клубная карьера
Ортис — воспитанник клуба «Росарио Сентраль». 11 февраля 2022 года в матче против «Арсенала» из Саранди он дебютировал в аргентинской Примере. 9 сентября в поединке против «Архентинос Хуниорс» Кевин забил свой первый гол за «Росарио Сентраль». 